# Procédure de coopération
La procédure de coopération était une procédure décisionnelle au sein de l'Union européenne, mise en place lors de l'Acte unique européen. Elle n'existe plus depuis le traité de Lisbonne. Désormais, il n'existe plus que deux types de procédures : la procédure législative ordinaire, ainsi que deux procédures spéciales (la procédure d'approbation et la procédure de consultation). 
La procédure de coopération était caractérisée par des négociations ayant lieu entre la Commission européenne, le Conseil et le Parlement, puis, lorsque la procédure de coopération était appliquée, le Conseil avait le dernier mot s'il statuait à l'unanimité.
Le Parlement européen pouvait rejeter à la majorité absolue, en seconde lecture un texte du Conseil des Communautés européennes. Ce dernier pouvait s'écarter de ce rejet en statuant à l'unanimité. Unique cas d'application de cette procédure : la coordination des politiques économiques et monétaires. 
Cette procédure était largement en déclin, remplacée par la procédure de codécision créée par le traité de Maastricht en 1992.

## Sources

## Compléments